# El cantar de mi ciudad
Pour plus de détails, voir Fiche technique et Distribution.
El cantar de mi ciudad est un film argentin réalisé par José A. Ferreyra et sorti en 1930. C'est le premier film partiellement sonore réalisé en argentine.

## Fiche technique
- Titre : El cantar de mi ciudad
- Réalisation : José A. Ferreyra
- Scénario : José A. Ferreyra
- Production : Juan Glize
- Société de production : San Martín Film
- Pays :  Argentine
- Genre : Drame
- Durée :
- Date de sortie :
  - Argentine : 3 octobre 1930[3]

## Distribution
- Antonio Ber Ciani : Hermenegildo
- Esther Calvo : La Loba
- Alvaro Escobar : Garufa
- Felipe Farah
- Arturo Forte : Maldonado
- Lina Montiel : Marimoña

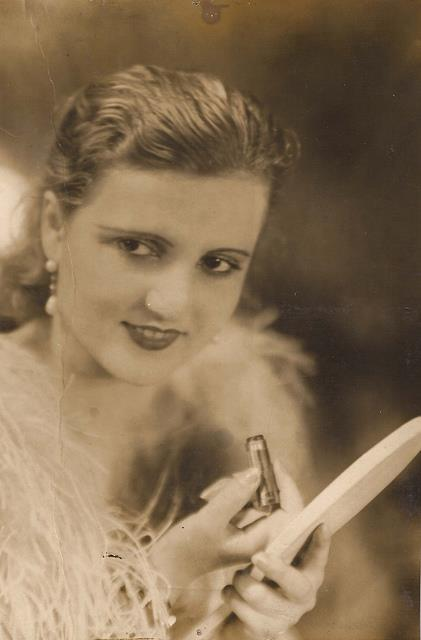
María Turgenova en 1926.

- María Turgenova : La muchacha del tango
- Mario Zappa : Jilguero